# Philippe Barbarin
Philippe Xavier Christian Ignace Marie Barbarin, född 17 oktober 1950 i Rabat, Marocko, är en fransk kardinal och ärkebiskop. Han är sedan år 2002 ärkebiskop av Lyon.

## Biografi
Philippe Barbarin är son till Jacques Barbarin och Yvonne Maria Roques. Han studerade bland annat vid Université Paris-Sorbonne, där han avlade doktorsexamen i filosofi, och vid Séminaire des Carmes, där han blev licentiat i teologi. Barbarin prästvigdes den 17 december 1977. Från 1994 till 1998 var han professor i teologi vid ett seminarium i Madagaskar.
I oktober 1998 utnämndes Barbarin till biskop av Moulins och biskopsvigdes den 22 november samma år av ärkebiskop Philibert Randriambololona i katedralen Notre-Dame-de-l'Annonciation i Moulins. Den 16 juli 2002 installerades Barbarin som ärkebiskop av Lyon. Senare samma år utnämndes han till riddare av Hederslegionen.
Den 21 oktober 2003 upphöjde påve Johannes Paulus II Barbarin till kardinalpräst med Santissima Trinità al Monte Pincio som titelkyrka. Han deltog i konklaven 2005, vilken valde Benedikt XVI till ny påve, och i konklaven 2013, som valde Franciskus. 
År 2018 åtalades kardinal Barbarin för mörkläggning av sexuella övergrepp, förövade av prästen Bernard Preynat i ärkestiftet Lyon.
Den 7 januari 2019 inleddes rättegången mot kardinal Barbarin och fem andra präster.
Den 7 mars 2019 dömdes Barbarin till sex månaders villkorligt fängelse för att ha mörkat sexuella övergrepp mot minderåriga.

## Bilder

Kardinal Barbarins titelkyrka
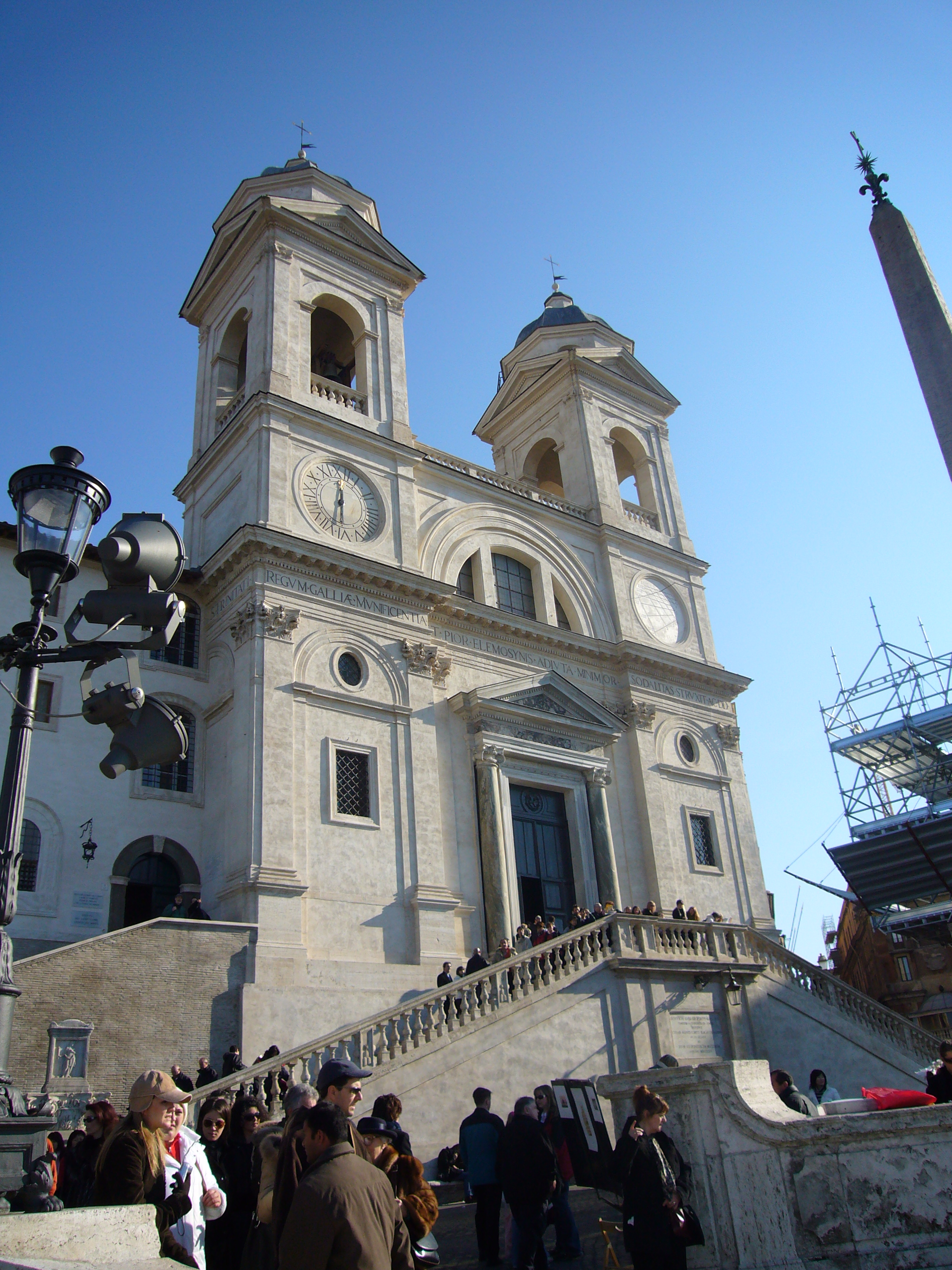
Santissima Trinità al Monte Pincio.

## Utmärkelser i urval
- Officer av Hederslegionen: 8 april 2012
- Riddare av Hederslegionen: 31 december 2002
- Officer av Nationalförtjänstorden: 8 maj 2007